# Österreicher-Denkmale
Österreicher-Denkmale (en français: Monuments autrichiens) sont quatre monuments de 1913 à Leipzig en Allemagne qui sont identiques à l'exception des inscriptions et commémorent la participation réussie des troupes autrichiennes à la Bataille de Leipzig (1813). Un autre ancien se trouvait à Markkleeberg.

## Histoire
L'initiative d'ériger ces monuments vient de Royaume de Saxe et non d'Autriche-Hongrie. En prévision du 100e anniversaire de la Bataille de Leipzig, le pasteur Hans Krieger d'Eschefeld, un village qui fait aujourd'hui partie de Frohburg, adressa plusieurs demandes à l'empereur d'Autriche François-Joseph Ier, soulignant que l'Autriche, avec la Prusse et l'Empire russe, avait joué le rôle principal dans la victoire, mais avait également subi des pertes. Sa dernière lettre fut couronnée de succès et François-Joseph decida, le major König dut soumettre un projet de monument dans les 48 heures.
Les monuments furent fabriqués en Autriche et leur installation à Leipzig sur des terrains mis à disposition gratuitement fut organisée à partir de fin août 1913 sous la direction de l'architecte municipal de Leipzig, Otto Wilhelm Scharenberg. Cependant, à l'occasion de l'anniversaire de la Bataille de Leipzig, seuls les monuments de Lößnig et de Markkleeberg ont pu être inaugurés. Le reste a eu lieu le 2 décembre 1913, jour du 65e anniversaire du règne de l’empereur François-Joseph.
La plaque de bronze du monument de Markkleeberg a été volée en 1922, après quoi les parties en bronze restantes ont été démontées. Dans les années 1970, le monument a été retiré en raison de l'exploitation du lignite. Une petite pierre commémorative à Wachau porte l'ancienne inscription.
Les monuments ont survécu indemnes à la Seconde Guerre mondiale et n'ont pas été victimes du don de bronze lié à la guerre. Après 1990, les dommages survenus au fil du temps ont été réparés, de sorte que les quatre monuments restants conservent en grande partie leur aspect d'origine.

## Forme
Une structure en forme d'obélisque en pierre calcaire s'élève sur une base en granit reposant sur une fondation en béton. Sur le devant, il porte une plaque commémorative en bronze avec les noms des unités militaires et des commandants ainsi qu'une phrase commémorative pour les combattants tombés au combat. Des couronnes de bronze et des guirlandes d'angle décorent les côtés.
Sur le plateau supérieur carré, haut d'environ quatre mètres, se dresse l' aigle bicéphale des Habsbourg en bronze autrichien aux ailes déployées et les couronnes de la double monarchie austro-hongroise sur une épée. Le regard de l'aigle est dirigé vers l'ennemi, c'est-à-dire généralement vers la ville de Leipzig occupée par les Français. L'année 1813 et les jours de combats sont encore marqués sur l'obélisque.

## Bibliografie
- (de) Christian Forster, « Die österreichischen Denkmale um Leipzig zum Gedenken an die Völkerschlacht », 2016 (consulté le 31 juillet 2025)
- (de) Markus Cottin, Gina Klank, Karl-Heinz Kretzschmar, Dieter Kürschner et Ilona Petzold, Leipziger Denkmale, t. 1, Beucha, Sax-Verlag, 2009 (ISBN 978-3-86729-036-4), p. 152-157.
- (de) Markus Cottin, Gina Klank, Karl-Heinz Kretzschmar, Dieter Kürschner et Ilona Petzold, Leipziger Denkmale, t. 2, Beucha, Sax-Verlag, 2009 (ISBN 978-3-86729-036-4), p. 114.
- (de) Reinhard Münch, Marksteine und Denkmale der Völkerschlacht in und um Leipzig, Panitzsch, Verlag Dr. Barthel, 1999 (ISBN 978-3-910188-28-0).